# Теплант
«Теплант» — один из крупнейших российских производителей сэндвич-панелей и утеплителя на основе минеральной ваты. Завод был создан в 1957 году как Куйбышевский завод минераловатных изделий. В 1994 году завод был преобразован в ОАО «Термостепс-МТЛ», а в 2012 году переименован в АО «Теплант». На данный момент предприятие имеет две производственные площадки в Самаре и завод в Ивановской области. Головной офис «Тепланта» расположен в Самаре.
Является членом Российского союза поставщиков металлопродукции (РСПМ). и европейского отраслевого союза European Association for Panels and Profiles (PPA), объединяющего производителей сэндвич-панелей и профлиста.
Компания имеет развитую дилерскую сеть — более 40 компаний-партнёров более чем в 30 городах России и Казахстана.

## История компании
- 1957 — В Куйбышевском районе города Куйбышева открыт Куйбышевский завод минераловатных изделий. Предприятие специализировалось на выпуске минеральной ваты и войлока.
- 1975 — Продукция Куйбышевского завода минераловатных изделий удостоена Государственного знака качества СССР.
- 1994 — Образовано АООТ «Термостепс-МТЛ». Начато производство сэндвич-панелей.
- 2001 — Завершена техническая модернизация производства минеральной ваты и запущена новая автоматическая линия по производству сэндвич-панелей.[3]
- 2002 — Запуск цеха окраски металла.
- 2003 — Получен сертификат соответствия системы менеджмента качества международному стандарту ISO 9001 от компании BSI.[3]
- 2005 — Модернизация оборудования по производству нестандартных элементов, запуск линии по производству угловых сэндвич-панелей.
- 2006 — «Термостепс-МТЛ» первым в России произвёл за год более 1 млн м² сэндвич-панелей.[3]
- 2007 — Запуск второй линии по производству сэндвич-панелей Teplant.
- 2008 — Внедрена интегрированная система менеджмента. Получены сертификаты соответствия: Bureau Veritas на систему менеджмента качества — международный стандарт ISO 9001; систему экологического менеджмента — международный стандарт ISO 14001; систему менеджмента профессиональной безопасности и здоровья — международный стандарт OHSAS 18001.
- 2009 — «Термостепс-МТЛ» признан лидером строительного рынка России (награда учреждена Российским Союзом Строителей).
- 2010 — Запуск второй линии по производству минеральной ваты VATTA RUS. Данный проект стал крупнейшим в экономической жизни Самарского региона за 2009—2010 года.
- 2011 — Согласно результатам исследований независимой аналитической компании INFO LINE ОАО «Теплант» стало лидером рынка по объёму производства трёхслойных сэндвич-панелей в России.
- 2012 — ОАО «Термостепс-МТЛ» переименовано в ОАО «Теплант». Новое название было образовано от русского слово «тепло» и английского слово plant – фабрика, завод.[4]
- 2013 — Завод «Теплант» стал победителем Всероссийского конкурса «Сто лучших товаров России». Начало строительства «Теплант-Иваново».
- 2014 — ОАО «Теплант» стал членом Российского союза поставщиков металлопродукции (РСПМ).[5]
- 2014 — «Теплант» стал членом одного из крупнейших европейских отраслевых союзов European Association for Panels and Profiles (PPA), объединяющего производителей сэндвич-панелей и профлиста.
- 2014 — Открытие нового завода «Теплант-Иваново» в городе Тейково Ивановской области.[6] Запуск третьей линии по производству сэндвич-панелей.
- 2015 — ОАО «Теплант» переименовано в АО «Теплант».
- 2015 — «Теплант» прошёл сертификационный аудит SGS, по результатам которого система менеджмента качества компании признана соответствующей требованиям международного стандарта ISO 9001:2008.[7]

## Деятельность
АО «Теплант» занимается производством теплоизоляции (минераловатного утеплителя), стеновых, кровельных и угловых сэндвич-панелей на её основе, фасонных и декоративных элементов и систем крепежей, защитно-декоративных покрытий, также оказывает дополнительные услуги.
«Теплант» — предприятие полного цикла производства сэндвич-панелей, которое само производит минераловатный утеплитель, окрашивает металл и выпускает конечный продукт. Общая производственная мощность действующих линий предприятия составляет 6 млн м² сэндвич-панелей и до 60 тыс. тонн минеральной ваты в год. Из сэндвич-панелей Teplant построено более 17 000 объектов: крупнейшие промышленные и сельскохозяйственные объекты, логистические комплексы, торговые центры и магазины, аэропорты и ж/д вокзалы, спортивные объекты (в том числе олимпийские) и другие социально значимые объекты.
Производственные мощности АО «Теплант» включают три производственные площадки. Две из них расположены в Самаре, на них установлены 5 производственных линий (2 линии по производству минераловатного утеплителя на основе базальтового волокна, линия по окраске металла — стального оцинкованного листа в рулонах, 2 линии по производству монолитных трёхслойных панелей типа «сэндвич» (Robor S.R.L, Италия), станки для производства фасонных элементов длиной до 10 000 мм). Третья производственная площадка находится в городе Тейково Ивановской области, где установлена ещё одна линия по производству сэндвич-панелей (Robor S.R.L, Италия).

## Собственники и руководство
Генеральный директор АО «Теплант» — Валерий Владимирович Ратанов.